# DNK Tour
DNK Tour es una gira en concierto de la cantautora franco-maliense Aya Nakamura en apoyo de su cuarto álbum de estudio, DNK (2023).  Comenzó el 21 de mayo de 2023 en Burdeos, Francia, y concluirá el 10 de febrero de 2024 en Bamako, Malí. Consistió en espectáculos en Europa, América del Norte y África. 

## Anuncio
Nakamura lanzó su cuarto álbum de estudio, DNK, el 27 de enero de 2023. Además de su lanzamiento, anunció un concierto en el Accor Arena el 26 de mayo de 2023.   Posteriormente anunció más fechas en África, América del Norte y otros lugares de Europa, incluido el festival Lollapalooza en París. 

## Repertorio
Esta lista de canciones es representativa del espectáculo del 27 de mayo de 2023 en París. No es representativo de todos los conciertos de la gira. 
- «Haut Niveau»
- «Tous Les Jours»
- «SMS»
- «40%»
- «Bobo»
- «Copines»
- «Whine Up»
- «Pompom»
- «Sucette»
- «Chacun»
- «Jolie nana»
- «Dégaine»
- «Oumou Sangaré»
- «Comportement»
- «Love d'un voyou»
- «J'ai mal»
- «Soldat»
- «Gangster»
- «Doudou»
- «Beleck»
- «Pookie»
- «Daddy»
- «Hot»
- «Préféré»
- «La dot»
- «Djadja»
- «Baby»
- «Fly»

## Fechas
| Fecha (2023)    | Ciudad            | País                            | Sede                          |
| --------------- | ----------------- | ------------------------------- | ----------------------------- |
| 21 de mayo      | Burdeos           | Francia                         | Arkéa Arena                   |
| 23 de mayo      | Lyon              | Francia                         | Halle Tony Garnier            |
| 26 de mayo      | París             | Francia                         | Accor Arena                   |
| 27 de mayo      | París             | Francia                         | Accor Arena                   |
| 28 de mayo      | París             | Francia                         | Accor Arena                   |
| 11 de junio     | Dijon             | Francia                         | Parc de la Combe à la Serpent |
| 18 de junio     | Marsella          | Francia                         | Parc Borely                   |
| 23 de junio     | Reims             | Francia                         | Parc de Champagne             |
| 24 de junio     | Maxéville         | Francia                         | Zénith du Grand Nancy         |
| 28 de junio     | Portimão          | Portugal                        | Praia da Rocha                |
| 30 de junio     | Costa de Caparica | Portugal                        | Parque de Campismo Inatel     |
| 1 de julio      | Arrás             | Francia                         | Lá Citadelle                  |
| 6 de julio      | Lieja             | Bélgica                         | Parc Astrid                   |
| 14 de julio     | Carhaix           | Francia                         | Site de Kerampuil             |
| 22 de julio     | Nyon              | Suiza                           | Plaine de l'Asse              |
| 23 de julio     | París             | Francia                         | Hippodrome de Longchamp       |
| 7 de septiembre | Kinsasa           | República Democrática del Congo | Showbuzz                      |
| 8 de septiembre | Kinsasa           | República Democrática del Congo | Athénée De La Gombe           |
| 9 de septiembre | Brazzaville       | República del Congo             | Palais des Congrès            |
| 13 de octubre   | Londres           | Inglaterra                      | Wembley Arena                 |
| 19 de octubre   | Bruselas          | Bélgica                         | Palais 12                     |
| 11 de noviembre | Martinica         | Martinica                       | Estádio Pierre-Aliker         |
| 12 de noviembre | Guadalupe         | Guadalupe                       | Parc D'Activité de Jarry      |
| 29 de diciembre | Abiyán            | Costa de Marfil                 | Marcory                       |

| Fecha (2024)  | Ciudad | País | Sede                    |
| ------------- | ------ | ---- | ----------------------- |
| 10 de febrero | Bamako | Malí | Place Du Cinquantenaire |